# Modella promozionale

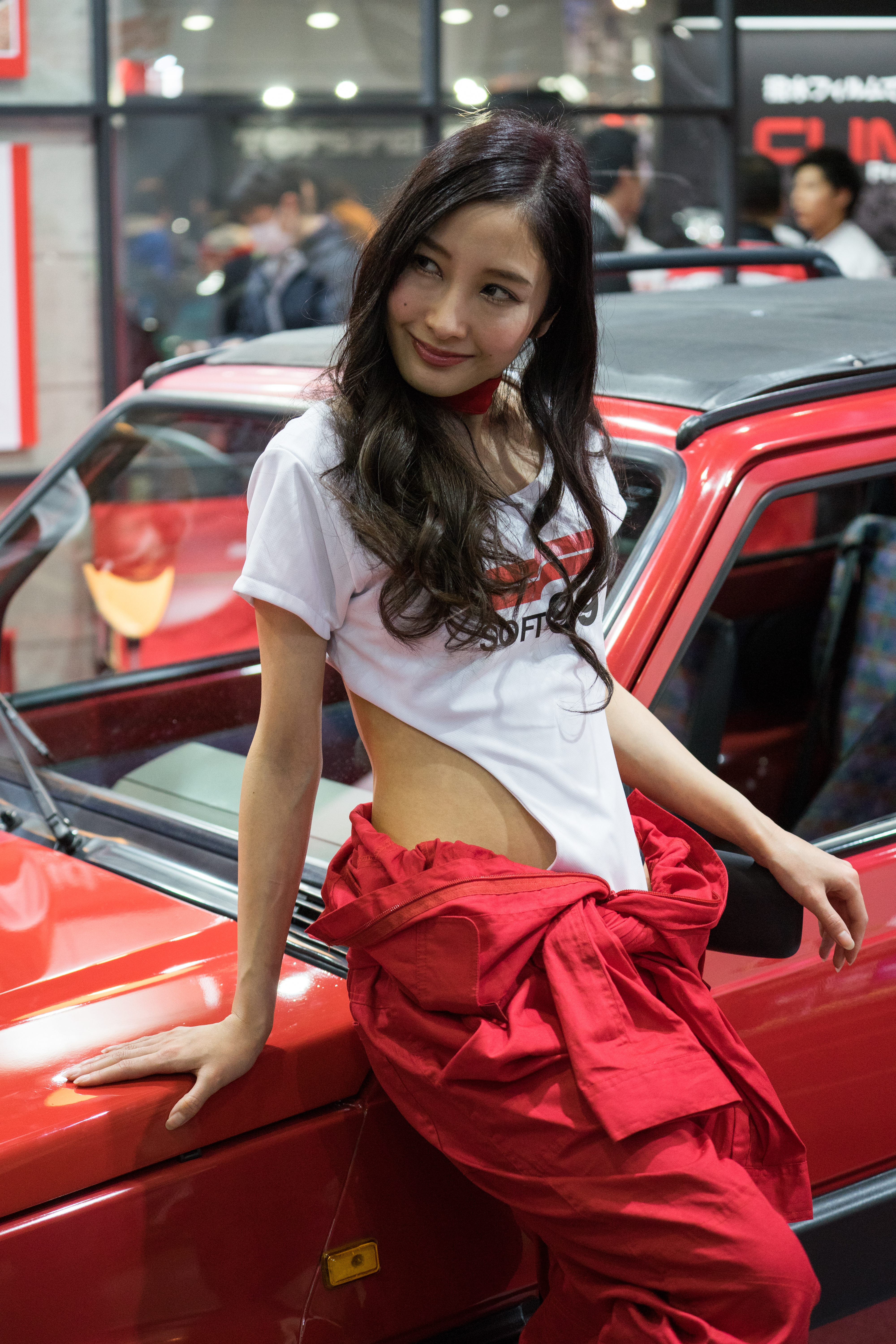
Modella promozionale al salone dell'automobile di Tokyo

La modella promozionale è una modella assunta per veicolare la domanda dei consumatori per un prodotto, un servizio, un marchio interagendo direttamente con i potenziali clienti. Esse servono a rendere più attraente un prodotto o un servizio e fornire informazioni ai giornalisti e ai consumatori in occasione di manifestazioni fieristiche e di convegni.